# Bobsleigh als Jocs Olímpics d'Hivern de 2022
Als Jocs Olímpics d'Hivern de 2022, que se celebraren a la ciutat de Pequín (República Popular de la Xina), es disputaren quatre proves de bobsleigh, dues en categoria masculina i dues en categoria femenina. Les proves se celebraren al National Sliding Centre entre el 13 i el 20 de febrer de 2022. El juliol de 2018 el Comitè Olímpic Internacional va incorporar oficialment la prova del monobob femení al programa, augmentant el nombre total de proves a quatre. Es va establir la quantitat màxima de 170 esportistes que podien prendre en aquestes proves, els mateixos que als Jocs Olímpics d'Hivern de 2018.

## Horari de competició
Aquest és el calendari de les proves.
 Tots els horaris són en (UTC+8).
| Data         | Hora  | Prova                             |
| ------------ | ----- | --------------------------------- |
| 13 de febrer | 09:30 | Monobob femení - Mànegues 1 i 2   |
| 14 de febrer | 09:30 | Monobob femení - Mànegues 3 i 4   |
| 14 de febrer | 20:15 | Bobs a 2 masculí - Mànegues 1 i 2 |
| 15 de febrer | 20:05 | Bobs a 2 masculí - Mànegues 3 i 4 |
| 18 de febrer | 20:00 | Bobs a 2 femení - Mànegues 1 i 2  |
| 19 de febrer | 09:30 | Bobs a 4 masculí - Mànegues 1 i 2 |
| 19 de febrer | 20:00 | Bobs a 2 femení - Mànegues 3 i 4  |
| 20 de febrer | 09:30 | Bobs a 4 masculí - Mànegues 3 i 4 |

## Proves
| Prova                  | Or                                                                               | Or      | Plata                                                                         | Plata   | Bronze                                                        | Bronze  |
| Dos homes detalls      | AlemanyaFrancesco Friedrich · Thorsten Margis                                    | 3:56.89 | AlemanyaJohannes Lochner · Florian Bauer                                      | 3:57.38 | AlemanyaChristoph Hafer · Matthias Sommer                     | 3:58.58 |
| Quatre homes detalls   | AlemanyaFrancesco Friedrich · Thorsten Margis · Candy Bauer · Alexander Schüller | 3:54.30 | AlemanyaJohannes Lochner · Florian Bauer · Christopher Weber · Christian Rasp | 3:54.67 | CanadàJustin Kripps · Ryan Sommer · Cam Stones · Ben Coakwell | 3:55.09 |
| Monobob femení detalls | Kaillie Humphries (USA)                                                          | 4:19.27 | Elana Meyers Taylor (USA)                                                     | 4:20.81 | Christine de Bruin (CAN)                                      | 4:21.03 |
| Dues dones detalls     | AlemanyaLaura Nolte · Deborah Levi                                               | 4:03.96 | AlemanyaMariama Jamanka · Alexandra Burghardt                                 | 4:04.73 | Estats UnitsElana Meyers Taylor · Sylvia Hoffman              | 4:05.48 |

## Medaller
| Posició | País         | Or | Argent | Bronze | Total |
| 1       | Alemanya     | 3  | 3      | 1      | 7     |
| 1       | Estats Units | 1  | 1      | 1      | 3     |
| 1       | Canadà       | 0  | 0      | 2      | 2     |
| Total   | Total        | 4  | 4      | 4      | 12    |